# Грушевий хліб

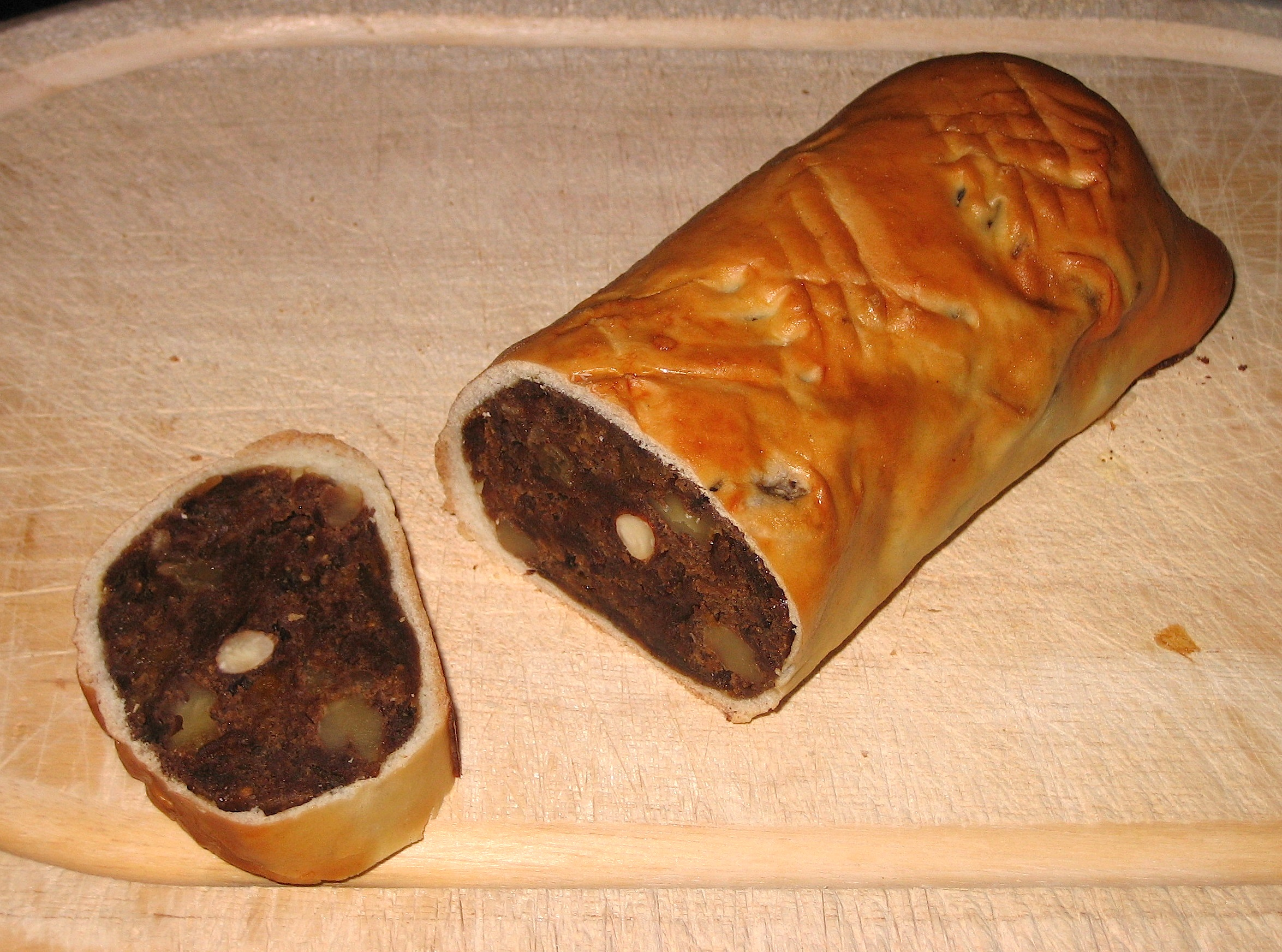
Бірнброт

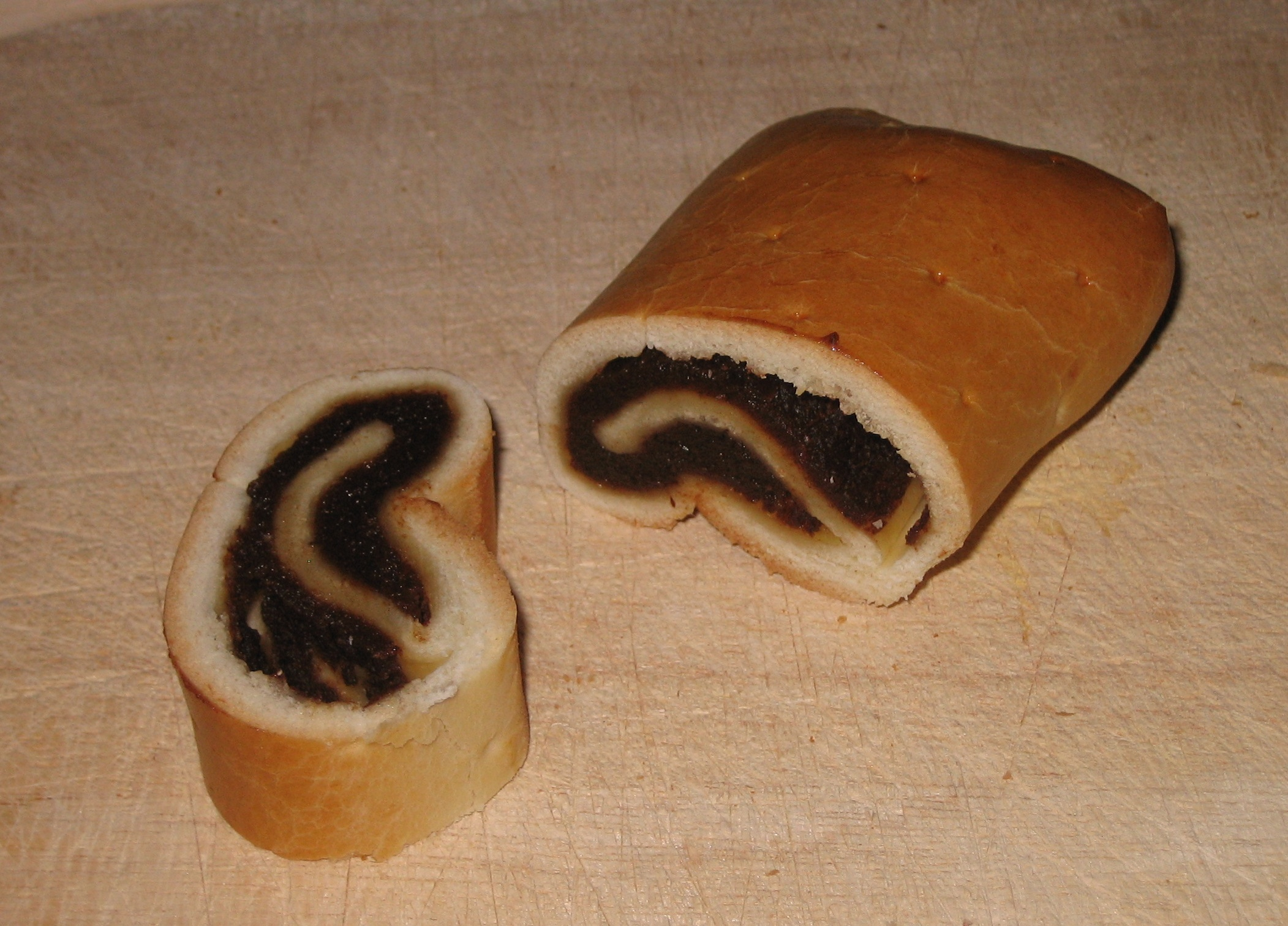
Бірнвеґґен

Грушевий хліб (бі́рнброт нім. Birnbrot, також бі́рнвеґґен нім. Birnweggen) — традиційна в Швейцарських Альпах випічка з начинкою з сушеної груші.
Найвідоміші види грушевого хліба родом з Граубюндена («бюнденський бірнброт»), Гларусу («гларуський бірнброт») і Тоггенбурга («тоггенбурзький бірнброт»), а також Люцерну («люцернський бірнвеґґен»). Крім груші в начинці присутні родзинки, волоський горіх, часто інжир і сушене яблуко, додаються також цитрусові цукати, коріандр, кориця, бодян, аніс, гвоздика, виноградна горілка, кіршвасер або вино. Бірнброт і бірнвеґґен розрізняються як за способом приготування, так і за географічним поширенням. У бірнброті начинка змішується з хлібним тістом з пшеничного борошна і загортається в тонкий шар дріжджового тіста, а в бірнвеґґені начинку розподіляють по тонко розкатаному твсту і згортають в рулет. Бірнвеґґен поширений в Центральній Швейцарії, а бірнброт— в східній частині Швейцарських Альп.

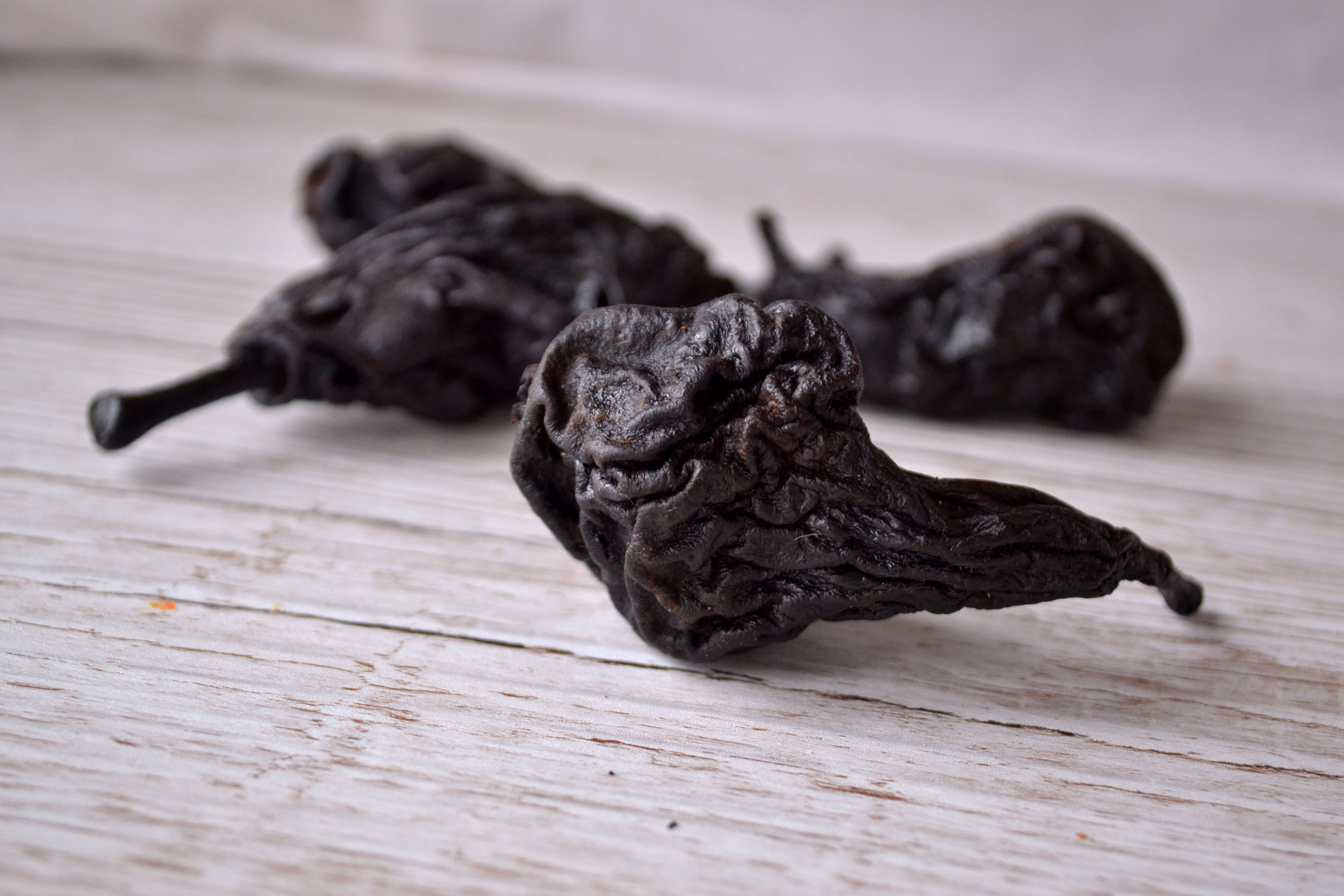
В'ялена груша

Спочатку грушевим хлібом харчувалися бідняки в альпійських тваринницьких районах, для яких зерно з низин було дорогим, і вони додавали в хлібне тісто сушені фрукти в цілях економії. У Граубюндені і по теперішній час збереглися місцеві варіанти грушевого хліба з великою часткою хлібного тіста, які випікаються без додаткової оболонки з тіста. У Тоггенбургі і Гларусі груші для бірнброта до змішування інгредієнтів попередньо відварюють і пасерують. У бюнденському рецепті грушу ставлять розмочуватися на ніч в горілці або трояндовій воді і не пасерують, внаслідок чого бюнденський бірнброт має грубішу структуру і сильніший грушевий смак.
Грушевий хліб в Швейцарії є традиційною різдвяною і новорічною стравою. У Шкуолі, в Нижньому Енгадіні існує звичай: 26 грудня дівчинки дарують кращим хлопчикам з класу бірнброт, щоб ті в свою чергу запросили їх покататися на ковзанах. В Німецькій Швейцарії грушевий хліб можна купити протягом усього року. Бірнброт змащують вершковим маслом і подають до кави, також з нього готують бутерброди з молодим сиром. Бірнброт популярний і на пікніках.